# Burg Mojahn
Die Burg Mojahn (lettisch Mujānu pils) ist die Ruine einer Vasallenburg des Erzbistums Riga im heutigen Lettland. Nach der historischen administrativen Aufteilung gehörte sie zum livländischen Kirchspiel Wolmar. Sie liegt in der Ortschaft Mujāni (Gemeinde Kocēni) in der Region Vidzeme, dem historischen Livland.

## Geschichte
Am Standort der Burg wurde bereits 1390 ein Gut erwähnt, das sich im Besitz von Johann von Rosen befand, dessen Familie eines der mächtigsten Vasallengeschlechter des Erzbischofs darstellte. Ende des 15. Jahrhunderts herrschte hier Ewald von Patkul, der die Außenmauer der Burg erbaute. Im Jahr 1503 fand die Anlage erstmals als Burg des Rigaer Erzbistums Erwähnung, als sie von Hans von Uexküll an Johann von Patkul verkauft wurde; sie muss folglich zwischen 1473 (letztmalige Erwähnung als Gutshof) und 1503 errichtet worden sein. 1522 befand sich die Burg im Besitz von Hans von Rosen und wird noch 1555 als Erbbesitz der Familie Rosen bezeichnet.
Mit dem Fall der Livländischen Konföderation während des Livländischen Krieges 1561 ging Mojahn mit dem nun säkularisierten Herzogtum Livland in der Adelsrepublik Polen-Litauen auf, als Besitzer wird Fabian von Rosen genannt. Der baltische Chronist Balthasar Rüssow beschrieb Burg Mojahn im Oktober 1578 als Sammelpunkt für polnisch-litauische und verbündete schwedische Truppen, die von hier aus unter dem schwedischen Herzog Karl von Södermanland gegen die eingefallenen Russen in die Schlacht bei Wenden zogen.
Im Polnischen-Schwedischen Krieg wechselte die Burg mehrmals den Besitzer. Während der schwedischen Besatzung übertrug König Gustav Adolf sie 1622 an seinen Reichskanzler Axel Oxenstierna. 1633 wurde der Beschluss gefasst, die Befestigung der Burg zu verstärken. Dies ist offenbar auch geschehen, da die Burg 1661 als stark befestigt beschrieben wurde.
Im  Großen Nordischen Krieg wurde Burg Mojahn zerstört und ist seitdem eine Ruine. Nach dem Krieg übergab Zar Peter II. Mojahn 1727 an Graf Gustav Reinhold von Löwenwolde, der es 1740 an den Generaldirektor Georg Albrecht Freiherr von Mengden verkaufte.
1909 vermaß der Burgenforscher Karl von Löwis of Menar die Burgruine, ehe das Burggelände 1997 und 2003 von A. Tsaune und I. Ose erneut vermessen und ein Plan erstellt wurde.

## Beschreibung

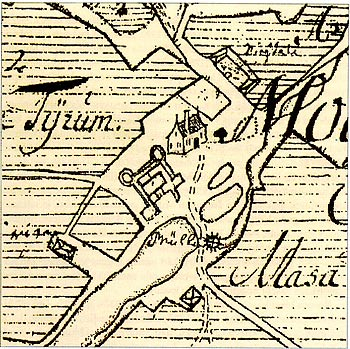
Kartenausschnitt mit Burg Mojahn (Mitte), dem zerstörten Herrenhaus (darüber) und Teich mit der Mühle (darunter). Kartenausschnitt aus dem 17. Jahrhundert.

Die Burg wurde an der Brücke über den Fluss Jumara an der Straße von Lemsal nach Wolmar am Rande eines kleinen Hügels errichtet. Ihr quadratischer Grundriss entsprach einem typischen Lagerkastell mit einer Seitenlänge von ca. 49 × 36 m. Zwei Kanonentürme an der Nord- und Westecke, sowie ein vermutlich weiterer Rundturm im Süden sicherten die Anlage zum offenen Gelände hin ab. An der östlichen Ecke befand sich ein quadratischer Torturm, der zugleich den einzigen Zugang zur Burg darstelle. Die Südseite war durch einen hohen Abhang geschützt, an dessen Fuß sich noch heute der aufgestaute Mühlensee befindet, an dessen Ufer noch einige Mauerreste von der einstigen Mühle zu finden sind. Das Gebäude trat früher stark aus der Mauerflucht der Burg hervor und war Teil des Verteidigungsrings.
Der heute noch als zweistöckige Ruine erhaltene westliche Turm, auch „Weißer Turm“ genannt, hat einen Außendurchmesser von etwa 13 m bei einer Mauerdicke von ca. 3 m und ist an die 9 m hoch. In der hofseitigen Turmwand befinden sich sowohl ein Zugang als auch eine Wendeltreppe, welche die Stockwerke miteinander verbindet.
Das Erdgeschoss mit seinem Innendurchmesser von 6 – 7 m besaß eine Holzbalkendecke und diente der Verteidigung. Die vier spitz zulaufenden Schießscharten schließen nach oben mit Ziegelgewölben ab. Das erste Obergeschoss bot aufgrund der geringeren Mauerdicke etwas mehr Platz und war vermutlich bewohnt. Ein Halbkuppelgewölbe, sowie mehrere Fenster bestätigen dies. Es ist davon auszugehen, dass der Turm auch noch über ein weiteres Geschoss verfügte, das ebenfalls der Verteidigung diente. Der Kellerraum besaß früher ein sanft abfallendes Halbkuppelgewölbe; in dessen Mitte befindet sich heute ein Loch.
Vom runden Turm in der Nordecke sind lediglich geringe Reste erhalten, sodass der Außendurchmesser nicht hundertprozentig bestimmt werden kann – er wird auf etwa 12 m geschätzt. Im Erdgeschoss befanden sich fünf Schießscharten, die im Gegensatz zum weißen Turm rechteckig waren und zu den Maueröffnungen hin nicht spitz zuliefen. Auch dieser Turm hatte einen hofseitigen Eingang und in der Wand befand sich eine gewölbte Treppe. Es ist nicht bekannt, ob der Turm unterkellert war; auch über die Höhe des Turms liegen keine Angaben vor. Möglicherweise handelte es sich nicht um einen mehrstöckigen Turm, sondern um eine Art nicht überdachte Bastion, auf der Geschütze positioniert waren.
Die etwa 1,2 m dicke Burgmauer war an ihrer verwundbarsten Stelle im Nordwesten und Nordosten mit etwa 4,4 m Abstand durch ein niedriges, parchamartiges Vorwerk geschützt, wobei gegen die Mauer Erdwälle aufgeworfen wurden. Grundsätzlich war die Befestigung der Burg im Vergleich zu den mittelalterlichen Verteidigungsanlagen anderer Burgen relativ niedrig; da Feldgeschütze und Kanonen im Gegensatz zu Triböcken eher flache Flugkurven aufwiesen, wurde nun hauptsächlich in die Verstärkung der Mauern und Türme investiert.
Innerhalb der Burganlage wurden nur wenige Steinfundamente gefunden, weshalb davon ausgegangen werden kann, dass die meisten Gebäude in relativ einfacher Holz- oder Fachwerkbauweise errichtet waren. Diese befanden sich vermutlich hauptsächlich an der südwestlichen Burgmauer.
Heute sind neben dem „weißen Turm“ lediglich Fragmente der nördlichen Burgmauer, sowie Reste des Rundturms an der nordöstlichen Ecke der Burg erhalten. Daraus ist ersichtlich, dass sich das Mauerwerk der Burg aus mit Kalkmörtel gemauerten Feldsteinen zusammensetzt.